# Предузетник
Предузетник (енгл. entrepreneur) је правна форма организовања привредног друштва од стране једног физичког лица, ради обављања делатности у циљу стицања добити. Предузетник је пословно способно физичко лице, никако правно лице, које за обавезе предузећа одговара целокупном сопственом имовином. Једно физичко лице може бити предузетник у више организованих индивидуалних предузеће.
У српском језику термин предузетник практично означава два различита појма:
- институционализовани предузетник, регистровани у складу са законом, који је као такав привредни субјект
- предузетника у ширем смислу - свако лице које се бави пословним активностима. Чак се у последње време, предузетником сматра и неко ко је запослен у неком предузећу, али без круте структуре. (Овакав предузетнички приступ је све више присутан у великим компанијама - запосленима се даје већа слобода и простор за креативност и самосталније деловање.)

## Регистрација
У Републици Србији услов за обављање делатности у форми предузетника је подношење пријаве и упис у прописани регистар- Агенција за привредне регистре Републике Србије. Овако организовано предузеће у Републици Србији се регулише у законима који регулишу рад привредних друштава, Закон о привредним друштвима, и делимично у грађанском закону, Закон о облигационим односима.

## Кораци при покретању посла
Да би предузетник започео обављање своје пословне делатности мора да испуни одређен низ корака који ће бити описани на примеру неких земаља Европе.

### Италија
Кораци за покретање обављања пословне делатности у Италији су:
1. Приложити депозит банци (минимум 25% од износа)
2. Дати јавну изјаву нотару о оснивању и подзаконским актима компаније, уплатити таксу за регистрацију
3. Набавити корпоративне и рачуноводствене књиге
4. Платити држави порез за субвенције на текући рачун поште
5. Регистровати предузеће на италијанском регистру предузећа (итал. Registro delle Imprese)
6. Обавестити надлежни биро рада о запошљавању радника

### Немачка
Кораци које је неопходно обавити приликом започињања посла у Немачкој су:
1. Утврдити назив компаније у локалној привредно-индустријској комори
2. Оверити статут и оснивачки акт код нотара
3. Отворити рачун у банци
4. Оверити чланове статута у локалном привредном регистру, чување у локалним судовима
5. Обавестити локалне пословне канцеларије о оснивању компаније
6. Регистровати предузеће код професионалног удружења, везаног за релевантну делатност
7. Обавестити локални биро рада о поступку оснивања
8. Регистровати запослене за здравствено и социјално осигурање
9. Послати документацију пореској управи

### Русија
Приликом започињања посла у Русији предузимају се следећи кораци:
1. Оверити пријаву за регистрацију и споразум о оснивању компаније
2. Депоновати капитал у банку и дати потврду за то
3. Платити котизацију
4. Регистровати предузеће у Савезној Пореској управи, при чему се добија јединствени број регистрације и ПИБ
5. Оверити платну картицу коју издаје банка
6. Направити печат у приватној фирми, у циљу отварања рачуна у банци
7. Отворити рачун у банци
8. Обавестити Савезну Пореску управу о броју банковног рачуна компаније
9. Регистровати компанију у московски регистар пословних места (рус. Москвы „Центр квотирования рабочих мест")

## Карактеристике
Индивидуално предузеће карактерише одсуство посебне правне структуре и правне независности самог предузетника од предузећа. Предузетник се идентификује са својим предузећем. Он је дужан да обезбеди све елементе потребне за функционисање предузећа, као што су рад (ради сам или са још неким запосленим), капитал (сам финансира или се помаже зајмом) и управљање (по правилу, сам). Предузетник има сва овлашћења власника од тренутка оснивања, обавља делатност привредног друштва и убира резултате, али сноси и ризик сопственог пословања. Самим тим, овакав тип организације је захтеван са становишта улога, одговорности и ризика. Овако организовано предузеће највише одговара потребама малих предузећа.
Кумулативне претпоставке нужне за појам предузетника су:
1. реч је о физичком лицу
2. лице самостално и трајно обавља делатност
3. обављање делатности у циљу стицања добити

## Пословно име и седиште
Предузетник обавља делатност под пословним именом. Пословно име се уписује у регистар, а ако једно физичко лице има више тако организованих предузећа у истом локалитету, онда пословно име мора садржати и неки посебан идентификациони знак. Пословно име предузетника обавезно садржи име и презиме предузетника, опис претежне делатности, ознаку „предузетник“ или „пр“, седиште и адресу. 
Седиште привредног друштва је место из кога предузетник управља свим пословима. У складу са законом, делатност се може обављати и ван седишта (тзв. издвојено место), али и на неком другом месту, ако је то по природи саме делатности или по позиву странке.
Поред пословног имена, седишта и делатности, предузетник региструје и свој матични број и порески идентификациони број.

## Одговорност
Предузетник одговара лично и неограничено целом својом имовином за обавезе које настану из обављања делатности. У случају да предузетник не може да измири обавезе према повериоцима, целокупна његова имовина се може запленити за отплату дугова, сем одређеног минимума који свака држава законом утврђује.

## Пословођење
Предузетник може, писаним овлашћењем, поверити обављање послова пословно способном физичком лицу(пословођи). Пословођа мора бити запослен код предузетника и он овим овлашћењем добија својство законског заступника. Пословођа може обављати само послове који су му дати овлашћењем.

## Престанак постојања
Обављање делатности предузетника може престати:
- писаном одјавом (одлука о престанку)
- губитком пословне способности
- смрћу
- у другим случајевима прописаним законом (нпр. забрана обављања делатности, ако се делатност не обавља две године непрекидно, судском одлуком о престанку у случају повреде пословног обичаја или професионалне етике)

## Предности и недостаци
Предности ове форме организовања привредног друштва су:
- ниски трошкови оснивања (само трошкови уписа у регистар, без прописаног минималног оснивачког капитала)
- једноставна форма (не постоје органи друштва)
- флексибилност (доношењем одлуке предузетник се брзо прилагођава променама)
- пословни углед
- непостојање двоструког опорезивања (предмет пореског права су само предузетник и његова имовина)

Недостаци:
- финансирање (зависи од финансијске моћи самог предузетника и ограничене могућности кредитирања)
- ризик (неограничена одговорност сопственом имовином)
- трајност предузећа је тешко одржива (наслеђивање често није могуће организовати)[1]

## Успешни предузетници
Неки од најуспешнијих познатих предузетника су:
- Хенри Форд
- Бил Гејтс
- Стив Џобс
- Марк Закерберг
- Лари Пејџ
- Сергеј Брин